# Doodia polysora
Doodia polysora là một loài dương xỉ trong họ Blechnaceae. Loài này được Terracino mô tả khoa học đầu tiên năm 1886.
Danh pháp khoa học của loài này chưa được làm sáng tỏ. 